# Gram
株式会社gram（グラム）は、大阪府大阪市に本社を置く法人。飲食店経営、飲食業のFCコンサル業務、菓子製造業を行っている。パンケーキが有名である。

## 沿革
2014年12月設立。
2014年4月23日、１号店となるgram心斎橋本店を大阪市中央区南船場3-11-8 ホリビル2Fにオープンする。以降の新規出店は下表の通り。
なお、新規店舗オープンの公式サイトによるお知らせ投稿者は、2014年4月23日心斎橋本店から2015年6月6日ミント神戸店までがcsart、2015年7月17日福島店以降はgramとなっており、2015年6月6日から7月17日の間に運営組織の改編があったものと想像される。
| オープン日      | 店舗名                     | 住所                                                           | 備考                                                     |
| --------------- | -------------------------- | -------------------------------------------------------------- | -------------------------------------------------------- |
| 2014年4月23日   | 心斎橋本店                 | 大阪市中央区南船場3-11-8 ホリビル2F                            | 2015年8月8日以降は bran cafe                             |
| 2014年4月23日   | 心斎橋本店                 | 大阪府大阪市中央区心斎橋筋1丁目5-24                            | 2015年10月10日より                                       |
| 2015年1月25日   | アメリカ村店               | 大阪市中央区西心斎橋2丁目10-31 YONEZAWAアメリカ村ビル          |                                                          |
| 2015年4月27日   | 神戸岡本店                 | 神戸市東灘区本山北町3-11-7                                     | 2016年2月1日時点のshop infoに掲載なし                    |
| 2015年5月15日   | 高松丸亀町店               | 香川県高松市丸亀町2-13 高松市丸亀町弐番街3号館3階              |                                                          |
| 2015年5月29日   | 天神ビブレ店               | 福岡市中央区天神1-11-1-1F                                      |                                                          |
| 2015年6月2日    | 天王寺店                   | 大阪市阿倍野区阿倍野筋1-1-61 新宿ごちそうビル1F                |                                                          |
| 2015年6月6日    | ミント神戸店               | 神戸市中央区雲井通7-1-1 ミント神戸8F                           |                                                          |
| 2015年7月17日   | 福島店                     | 大阪市福島区福島5-6-33 井上ビル1F                              |                                                          |
| 2015年7月24日   | 神戸元町店                 | 神戸市中央区元町通1-13-13 ナポリ元町ビル2階                    |                                                          |
| 2015年8月2日    | 阪急梅田ナビオ店           | 大阪市北区角田町7-10 HEPナビオ7F                               |                                                          |
| 2015年8月24日   | 京都新京極店               | 京都市中京区新京極通三条下る桜之町406-3                        | 2015年12/2時点のshop infoに記載なし                      |
| 2015年12月11日? | 日本橋店                   | 大阪市浪速区日本橋3丁目8番25号                                 |                                                          |
| 2015年12月      | 四条瓦屋町店               | -                                                              | オープンせず？                                           |
| 2015年12月      | 四条河原町店               | -                                                              | オープンせず？                                           |
| 2016年2月5日    | 京都錦店                   | 京都市中京区西魚屋町601番地錦小路水野ビル201                   | 開店祝い宛名は「高田 雄」                                |
| 2016年2月12日   | イオンモールりんくう泉南店 | 大阪府泉南市りんくう南浜3-12                                   |                                                          |
| 2016年3月       | 京都河原町店               | 京都府京都市中京区河原町通蛸薬師下る奈良屋町302東側 幸楽ビル2F | 当初は「河原町店」として2015年12月にオープン予定だった？ |
| 2016年3-4月     | 住道オペラパーク店         | 大阪府大東市赤井1-4-1ポップタウン住道オペラパーク2F            |                                                          |
| 2016年4月9日    | 福岡天神今泉店             | 福岡県福岡市中央区今泉1-13-29福泉ビル1階                       |                                                          |
| 2016年4月21日   | 北新地店                   | 大阪府大阪市北区曽根崎新地1-11-24J-プライド北新地ビル2F        |                                                          |
| 2016年4月23日   | 松本店                     | 長野県松本市大手4-9-4 プレシス松本城公園1階                    |                                                          |
| 2016年4月27日   | 岡山天満屋店               | 岡山県岡山市北区表町2丁目1 北区表町2-1-1B1F                    |                                                          |
| 2016年4月27日   | 自由が丘店                 | 東京都目黒区自由ヶ丘2-12-13 J Glassビル1F                      |                                                          |
| 2016年4月28日   | 金沢香林坊東急スクエア店   | 石川県金沢市香林坊2-1-1 香林坊東急スクエア2F                   |                                                          |
| 2016年5月16日   | 枚方T-SITE店               | 大阪府枚方市岡東町12-2枚方T-SITE 1F                            |                                                          |
| 2016年5月28日   | 須磨パティオ店             | 石川県金沢市香林坊2-1-1 香林坊東急スクエア2F                   |                                                          |
| 2016年6月1日    | 原宿店                     | 東京都渋谷区神宮前1-9-30-1F                                    |                                                          |
| 2016年7月15日   | 群馬前橋店                 | 群馬県前橋市本町2-3-2 1F                                       |                                                          |
| 2016年7月15日   | イオンレイクタウンmori店   | 埼玉県越谷市レイクタウン3-1-1 イオンレイクタウンmori1F         |                                                          |
|                 |                            |                                                                |                                                          |

2019年1月24日　ティラミスヒーローの商標問題に起因する心斎橋本店の商標に関する問題の憶測について、事実無根であると公式サイトにてコメントした。
gramに関する商標登録は、2016年1月12日以降に申請されている。
同じ社名に下記企業があるが、代表者が異なることから、全くの別会社であることが分かる。
・株式会社グラム（広告代理店業）：http://www.graminc.co.jp/
・株式会社gram（不動産仲介業）：https://hayashigram.wixsite.com/mysite